# James Enslie
James Enslie (Dordrecht, 26 december 1795 - 's-Gravenhage, 3 juli 1877) was een Nederlands vice-admiraal en minister van Marine.

## Loopbaan
Enslie werd op op 10 januari 1816 benoemd tot adelborst eerste klasse. Op 15 maart 1817 werd hij bevorderd tot luitenant-ter-zee tweede klasse en op 1 januari 1822 benoemd tot luitenant-ter-zee eerste klasse. Hij werd in 1833 bevorderd tot kapitein-luitenant ter zee, in 1844 tot kapitein-ter-zee en op 1 januari 1851 tot schout-bij-nacht. In mei 1851 werd hij benoemd tot directeur van de Marine te Willemsoord en in november van dat jaar tot Minister van Marine in het eerste kabinet-Thorbecke. 
In 1853 trad hij toe tot het kabinet-Van Hall-Donker Curtius. Onder zijn ministerschap werd de opleiding der adelborsten aan boord ingesteld, waaruit later het Koninklijk Instituut voor de Marine te Willemsoord is voortgekomen. 
Hij bereikte tevens dat voor het krijgsvolk te water het kielhalen en ravallen werd afgeschaft. Ook de beperking van het aantal slagen voor veroordeelden, boven de zestien jaar tot hoogstens honderd bij het laarzen en tot vijftig bij het handdaggen, werd door Enslie bij wet geregeld. In november 1879 werden alle nog resterende lijfstraffen ook wettelijk afgeschaft. Nadat zijn begroting was verworpen door de Staten-Generaal, die hem verantwoordelijk stelden voor het verval van de marine, vroeg en verkreeg Enslie op 16 december 1854 eervol ontslag. Op 29 juli van dat jaar was hij bevorderd tot viceadmiraal. Op 30 juni 1855 ging hij met pensioen en leefde verder ambteloos. 
Tijdens de eerste expeditie naar Bali gaf hij van zoveel tact en onverschrokkenheid blijk dat hij bij Koninklijk Besluit van 6 december 1846 nummer 5 benoemd werd tot ridder in de Militaire Willems-Orde. Hij kreeg verder het Metalen Kruis, de medaille van de oorlog op Java en het Onderscheidingsteken voor Langdurige Dienst als officier met het cijfer XXXV.